# مذبحة هوزن
مذبحة هوزن هي مذبحة قامت بها قوات الدرچ في 22 يونيو 1988 حيث قامت بقصف سوق بلدة هوزن عن طريق طائرات الميغ والمروحيات مما أسفر عن مقتل 2500 مدني.